# Emił Andreew
Emił Andreew (bułg. Емил Андреев, ur. 1 września 1956 w Łomie) – bułgarski pisarz, absolwent filologii angielskiej Uniwersytetu Wielkotyrnowskiego im. Świętych Cyryla i Metodego w Bułgarii. Pracował jako nauczyciel, dziennikarz, tłumacz i lektor języka angielskiego na Uniwersytecie w Sofii.

## Twórczość

### Opowiadania
- Łomskie opowieści (bułg. Ломски разкази),1996;
- Późna secesja (bułg. Късен сецесион), 1998;
- Wyspa pijaków (bułg. Островът на пияниците), 1999.

### Sztuki
- Zabić premiera (bułg. Да убиеш премиер), 2002;
- Poszukiwacze skarbów (bułg. Иманяри), 2003;
- Magiczna łódka J (bułg. Вълшебната лодка на Жъц),2005.

### Powieści
- Szklana rzeka (bułg. Стъклената река), 2004;
- Przekleństwo żaby (bułg. Проклятието на жабата), 2006;
- Szalony Luka (bułg. Лудият Лука), 2010;
- Nasza książka (bułg. Нашата книга), 2016;